# 5225 Лорал
5225 Лорал (5225 Loral) — астероїд головного поясу, відкритий 12 жовтня 1983 року.
Тіссеранів параметр щодо Юпітера — 3,200.